# 암태 송곡우실
암태 송곡우실은 전라남도 신안군 암태면 송곡리, 송곡마을에 있다. 2000년 1월 31일 신안군의 향토유적 제20호로 지정되었다.

## 개요
바닷바람으로부터 마을과 농작물을 보호하며, 풍수적으로 마을의 약한 부분을 보강해 주고 마을의 안과 밖을 경계하는 역할을 한다.